# Polnische Eishockeyliga 1934/35
Die Saison 1934/35 war die achte Austragung der polnischen Eishockeymeisterschaft. Meister wurde zum ersten Mal in der Vereinsgeschichte Czarni Lwów.

## Modus
Die vier besten Mannschaften Polens qualifizierten sich für das Finalturnier. Der Erstplatzierte des Finalturniers wurde Meister. Für einen Sieg erhielt jede Mannschaft zwei Punkte, bei einem Unentschieden gab es einen Punkt und bei einer Niederlage null Punkte.

## Qualifikation
- KS Cracovia – Pogoń Lwów 4:1/1:1
- Lechia Lwów – KTH Krynica 6:1/3:1

## Finalturnier
Das Finalturnier wurden in Lemberg ausgetragen.
|    | Klub        | Sp | S | U | N | Tore | Punkte |
| -- | ----------- | -- | - | - | - | ---- | ------ |
| 1. | Lechia Lwów | 3  | 2 | 0 | 1 | 7:4  | 4      |
| 2. | Czarni Lwów | 3  | 2 | 0 | 1 | 3:2  | 4      |
| 3. | KS Cracovia | 3  | 1 | 1 | 1 | 4:5  | 3      |
| 4. | AZS Posen   | 3  | 0 | 1 | 2 | 3:6  | 1      |

Sp = Spiele, S = Siege, U = Unentschieden, N = Niederlagen

### Entscheidungsspiel um den Meistertitel
- Czarni Lwów – Lechia Lwów 4:0